# Assab (volcan)
Pour l’article homonyme, voir Assab.
L'Assab, aussi appelé Ado Ale ou Ud'Ale, est un volcan d'Érythrée formé d'une chaîne de cônes volcaniques.

## Géographie
L'Assab est situé dans le Sud de l'Érythrée, à proximité de la mer Rouge située au nord et de l'Éthiopie située au sud-ouest, à l'extrémité Nord de la vallée du Grand Rift. C'est un volcan rouge constitué d'une série de cônes volcaniques alignés selon un axe est-ouest, jusqu'à la ville côtière d'Assab à l'extrémité orientale de cette chaîne volcanique. Les laves basaltique issues d'anciennes éruptions de ce volcan recouvrent une zone de 90 kilomètres de longueur et 55 kilomètres de largeur jusqu'à la mer Rouge.

## Histoire
La formation de ce champ volcanique remonte à l'Holocène mais sa dernière éruption est inconnue.